# Obwód batkeński
Obwód batkeński (kirg. Баткен облусу) – obwód w południowo-zachodnim Kirgistanie ze stolicą w Batkenie, wydzielony z obwodu oszyńskiego w 2000 roku po walkach partyzanckich.
Obwód dzieli się na 3 miasta o znaczeniu obwodowym i 3 rejony:
- Batken
- Kyzył-Kyja
- Sülüktü
- rejon Batken
- rejon Kadamdżaj
- rejon Lejlek